# Lipotriches dimissa
Lipotriches dimissa là một loài Hymenoptera trong họ Halictidae. Loài này được Cockerell mô tả khoa học năm 1921.